# اکسایش کوری–کیم
اکسایش کوری–کیم(به انگلیسی: Corey–Kim oxidation) گونه‌ای از واکنش اکسایش آلی است که برای سنتز کتونها و آلدهیدها از الکلهای نوع اول و دوم استفاده می‌شود. این واکنش به افتخار دو شیمیدان به نام‌های الیاس کوری از آمریکا و چونگ اون کیم از کره، نامگذاری شده است.